# آرامگاه جوخواه
آرامگاه جوخواه مربوط به دوره سلجوقیان است و در شهرستان طبس، بخش مرکزی، دهستان منتظریه، روستای جوخواه واقع شده و این اثر در تاریخ ۲۶ اسفند ۱۳۸۶ با شمارهٔ ثبت ۲۲۱۳۲ به‌عنوان یکی از آثار ملی ایران به ثبت رسیده است.